# La Petite Afrique
La Petite Afrique ist ein luxuriöses Wohn- und Bürogebäude am Boulevard des Moulins 2, Avenue de la Madone in Monte-Carlo, Monaco. Der Name leitet sich von dem angrenzenden Park „Jardins de la Petite Afrique“ ab, in dem exotische Pflanzen wachsen.
An dieser Stelle befand sich eine Niederlassung der Banca Commerciale Italiana, Baujahr um 1900, die 2013 abgerissen wurde. Das Gebäude wurde 2016 nach dreijähriger Bauzeit fertiggestellt. Das im minimalistischen Stil entworfene Gebäude besteht aus zehn oberirdischen Geschossen und sechs Untergeschossen, die Parkplätze, eine Schwimmhalle und einen Spa beherbergen. Die sieben Appartements haben eine Fläche zwischen 500 und 1000 m². Auf dem Dach befindet sich ein 2100 m² großes Penthouse mit Privatpool. Der Innen- und Außenbereich des Gebäudes ist mit Marmor und Naturstein bekleidet. Die etageneinnehmenden Appartements verfügen über großzügige Terrassen, die den Charakter des Gebäudes bestimmen. In den unteren drei Etagen befindet sich die erste Filiale des Modelabels Dolce & Gabbana von Monaco.
Den internationalen Wettbewerb gewann der brasilianische Architekt Isay Weinfeld. Der ausführende Architekt war Frédéric Genin. Das Gebäude wurde von der Fine Properties Monte-Carlo (FPMC) errichtet, ein Unternehmen von Andrea Casiraghi und Pierre Casiraghi in Partnerschaft mit der italienischen Gruppe Pizzarotti.
Ein Appartement im „La Petite Afrique“ wurde von Isabel dos Santos und ihrem Ehemann Sindika Dokolo im Dezember 2015 für 50 Millionen Euro erworben.